# Mikołaj Pawłowicz Sapieha
Mikołaj Pawłowicz Sapieha herbu Lis (ur. przed 1545 rokiem, zm. 1 listopada 1599 w Brześciu Litewskim) – marszałek hospodarski, wojewoda witebski, brzeskolitewski oraz miński.

## Życiorys
Był synem Pawła i Oleny Holszańskiej, brat Bohdana, brat przyrodni Andrzeja, ojciec Mikołaja i Krzysztofa.
W latach 1545–1546 studiował na Uniwersytecie w Lipsku, następnie w latach 1547–1548 w Królewcu. W 1561 wziął udział w wojnie inflanckiej, w latach 1564–1569 kontynuował karierę wojskową w kolejnych walkach z Carstwem Rosyjskim. W nagrodę za udział w bitwie pod Czaśnikami 3 kwietnia 1566 mianowany marszałkiem hospodarskim. Uczestniczył w sejmach Wielkiego Księstwa Litewskiego: wileńskim 1565/1566 roku, grodzieńskim 1566/1567 roku, lebiediewskim 1567 roku, radoszkowickim 1567 roku, grodzieńskim 1568 roku. Brał udział w obradach sejmu 1569, jego podpis widnieje pod aktem unii lubelskiej.
Od 1576 na skutek podeszłego wieku ojca sprawował faktycznie urząd wojewody nowogródzkiego. W lipcu 1576 mianowany przez Stefana Batorego wojewodą mińskim. W latach 1577–1578 posłował do Moskwy.
W 1580 Ostafi Wołłowicz, szwagier Mikołaja, zawarł w imieniu ich obu z królem kontrakt trzyletni na warzenie w Kodniu soli z żup królewskich w Wieliczce i Bochni. Podobne umowy Mikołaj zawierał w latach 1584 na żupy ruskie i 1597 ponownie żupy krakowskie. Obie te umowy zerwane zostały z niewiadomych przyczyn po roku.
Podczas bezkrólewia we wrześniu 1586 był jednym z senatorów, którzy wystosowali list do bojarów moskiewskich w sprawie rozpoczęcia rokowań na temat unii Rzeczypospolitej i Moskwy. W 1587 poparł kandydaturę Zygmunta Wazy.
Podczas sejmiku brzeskiego w 1596 poparł dążenia Polski do przystąpienia do ligi antytureckiej.
Wychowany w prawosławiu ulegał w ciągu życia wpływom kalwinizmu, nie zrywając jednak całkowicie z poprzednią religią.